# Шкіпче
Шкіпче (ісп. Xkipché) — руїни міста цивілізації мая у штаті Юкатан (Мексика).

## Історія
Стародавня назва невідома. Поселення утворилося близько 500 року до н. е. Тривалий час являло собою невеличке міське утворення. Лише наприкінці докласичного періоду перетворилося на значне місто. У цей же час навколо нього сформувалася власна держава (її емблемний ієрогліф поки не виявлено).
Зуміло пережити кризу докласичного періоду. Але процес відродження затягнувся до початку VI століття. Період піднесення Шкіпче припав на 750—950 роки. У часи розквіту чисельність населення міста становила 2-3 тисячі осіб. Проте політична історія майже невідома.
Протягом 950—1000 років відбувається занепад міста й держави. Причини цього достеменно невідомі: за однією з версій це сталось через екологічні проблеми, збідніння ґрунтів; за іншою — вторгнення тольтеків або іца. Дослідження довели, що населення залишило Шкіпче близько 1050 року.

## Опис
Розташовано на північному заході півострова Юкатан, області Пуук, на відстані 9,5 км на північ від руїн Ушмаля. Місто розкидано на декількох карстових пагорбах.
Загальна площа становить близько 70 га. Складає з 8 груп, позначених від А до H. Архітектура відповідає стилю Пуук. Специфікою його в Шкіпче є наявність простих низьких стін, що стоять над масивною основою, верхня частина фасаду велика, будівлі також наділені високим карнизом, отвори в стінах маленькі, середня ширина дверних прорізів становить 1 1,2 м, одвірки мали сильну тенденцію до нахилені всередину.
Загалом виявлено 278 споруд. Частина з них є С-подібними платформами і будовами. Особливістю Шкіпче є збереження значної кількості споруд, але у багатьох з них  декор не зберігся. Археологи виявили 18 різних типів будівель.
Церемоніально-ультовий центр (група В) складався з великої площі та 2 пірамід. Виявлено високу платформу завдовжки 6 м, зроблену з землі та каміння, яка є залишком монументальної 2-поверхової будівлі.
Групи А, С і D мають житловий характер, тут розкопано оселі різних верств населення стародавніх мая. Володарі мешкали в комплексі, який розташовувався в Групі А, основою якого був 2-поверховий палац з 50 кімнатами. Зведення поділяється на три етапи: близько 670 року — споруджено у стилі Ранні Пуук, 770 рік — класичний Пуук, 900 рік — Ушмаль-Пуук.
Археологами виявлено недостатньо кераміки, артефактів, зокрема виробів з обсидіану та кременю.

## Історія досліджень
Виявлено й вперше описано у 1893 році австрійським науковцем Теобертом Малером. Втім його опис тривалий час було забуто, поки його не виявив Ганнс Прем (з університету Бонна) в Іберо-Американському інституті в Берліні.
Значні розкопки пам'ятки розпочалися у 1989 році археологами з Університету штату Орегон на чолі із Джорджем Ендрюсом. Вони тривали до початку 1990-х років. З 1997 року тут працюють фахівці Університету Бонна (ФРН) та місцевого відділення Національного інституту антропології та історії (Мексика).
У грудні 2001 року розпочався проєкт, який фінансується Німецьким науково-дослідницьким співтовариством. Він тривав до 2006 року.